# Евлогий (Иванов)
Архимандри́т Евло́гий (в миру — Михаи́л Никола́евич Ивано́в, род. 12 октября 1958, Еманжелинск, Челябинская область) — священнослужитель Константинопольской православной церкви, архимандрит, настоятель Пантелеимонова монастыря (с 2016) на Святой горе Афон в Греции.

## Биография
Родился в Еманжелинске в многодетной верующей семье (после кончины супруга, мать воспитывала четырнадцать детей, а позднее приняла великую схиму с именем Татьяна).
Поступил в братию Троице-Сергиевой Лавры, где 25 ноября 1985 года был пострижен в монашество, а 23 декабря 1986 года хиротонисан во иеродиакона. В монастыре проходил различные послушания, был заведующим подсобным хозяйством.
15 мая 1988 года поступил в братию Пантелеимонова монастыря на Афоне, где изначально нёс послушание огородника. В 2009 году направлен в скит Ксилургу.
Позднее более пяти лет проходил послушание на подворье Пантелеимонова монастыря в Константинополе (Стамбуле).
14 октября 2016 года на праздник Покрова Богородицы в Покровском соборе Свято-Пантелеимонова монастыря архиепископом Ионафаном (Цветковым) был хиротонисан во иеромонаха.
23 октября 2016 года в Пантелеимоновом монастыре состоялась его игуменская интронизация с возведением в достоинство архимандрита.